# Cass megye (Missouri)
Cass megye az Amerikai Egyesült Államokban, azon belül Missouri államban található. Megyeszékhelye Harrisonville, legnagyobb városa Belton. Lakosainak száma 107 824 fő (2020. április 1.). Cass megye Jackson, Bates, Johnson, Henry, Miami és Johnson megyékkel határos.

## Népesség
A megye népességének változása:
| Lakosok száma | 99 696 | 99 882 | 100 319 | 100 641 | 101 603 | 107 824 |
|               | 2010   | 2011   | 2012    | 2013    | 2015    | 2020    |